# Gamō Ujisato
Gamō Ujisato (蒲生 氏郷?   1556 – 17 de marzo de 1595) fue un daimyō japonés del periodo Sengoku y Período Azuchi-Momoyamas. 
Era heredero e hijo de Gamō Katahide, señor del castillo de Hino en la provincia de Ōmi, y luego dirigió la provincia de Ise como señor del castillo de Matsusaka y finalmente 920.000 koku en Aizu como señor del Castillo Tsurugajo.
Ujisato fue favorecido por Oda Nobunaga y participó en casi todas sus batallas importantes, incluidas aquellas contra los clanes Azai y Asakura, los Asedios de Nagashima, la Guerra Tenshō Iga y la Batalla de Nagashino.
Después de la muerte de Nobunaga, sirvió a Toyotomi Hideyoshi y participó en todas las campañas posteriores de Hideyoshi: Campaña de Kyushu, el Asedio de Odawara (1590), la pacificación de Ōshū (Mutsu y Provincia de Dewas) (1590).
Se unió al cristianismo e incluso fue bautizado y recibió el nombre bautismal León.
Fue discípulo de Sen no Rikyū y un maestro del té de primera clase, uno de Los Siete Discípulos de Rikyū.

## Primeros años

### Primeros años

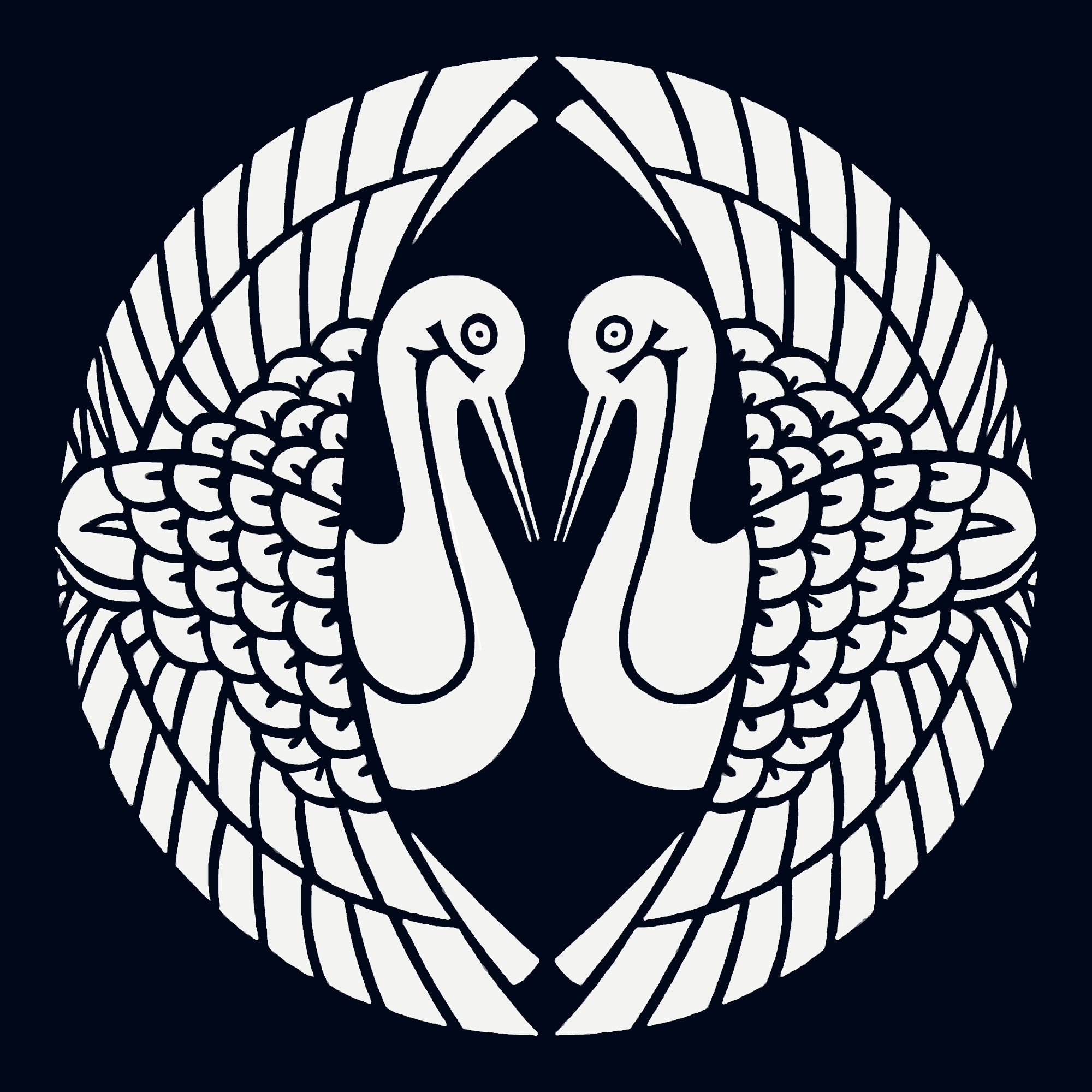
Mon del clan Gamō

Nació en 1556 como heredero de Gamō Katahide, señor del castillo de Hino en la provincia de Ōmi. Su nombre de infancia era  Tsuruchiyo (鶴千代?).
El Ayuntamiento del clan Gamō era un vasallo mayor del clan Rokkaku, daimyos de la provincia de Ōmi. Sin embargo, cuando Nobunaga Oda entró en Kioto, el clan Gamō abandonó el clan Rokkaku y se convirtió en vasallo del clan Oda.>
Tsuruchiyo Luego fue enviado a Gifu como rehén del clan Oda a la edad de 12 años.> Nobunaga reconoció las cualidades de Ujisato en su primer encuentro y le gustó su manera inteligente, diciendo que la mirada aguda en sus ojos demostraba que no era hombre común y corriente, y Nobunaga tenía a Ujisato sirviendo cerca de él.
En esa época, Nobunaga tomó rehenes de los señores de la guerra de renombre. Según la Historia de Japón, escrita por el misionero jesuita Luis Frois, había más de 100 rehenes. Sin embargo, cuando los señores feudales tomaban como rehenes a los hijos de los señores de la guerra derrotados, significaba que los convertían en candidatos para futuros ejecutivos de sus propios clanes en ese momento. Ujisato tampoco estaba confinado y tuvo la oportunidad de aprender muchas cosas libremente en el Castillo de Gifu, donde recibió una buena educación.>
En mayo de 1569, Ujisato alcanzó la edad adulta (Genpuku) a la edad de 14 años y usó el nombre Chūzaburō Yasuhide o Masuhide (忠三郎 賦秀?).
En ese momento, Nobunaga sirvió como su eboshi-oya.>
Cuando Ujisato libró su primera batalla en agosto del mismo año, Nobunaga hizo que se casara con su hija Fuyuhime (冬姫 tdl. ‘Princesa Invierno’?) y lo envió de regreso a su ciudad natal de Hino. Este fue un tratamiento excepcional para un rehén. Se especula que Nobunaga casó a su hija con Ujisato, un contemporáneo de su heredero Nobutada, para establecer una relación con él y consolidar su posición como un excelente asistente para apoyar a Nobutada y al clan Oda en la siguiente generación.>
Él y Fuyuhime parecían haber sido un buen matrimonio, pero solo tuvieron tres hijos, un número pequeño para un daimyo Sengoku en ese momento, en parte porque Ujisato más tarde se convirtió al cristianismo y no tuvo concubinas.

## Campañas con Nobunaga
En 1570, Ujisato se convirtió en subordinado de Shibata Katsuie, junto con su padre Katahide. Sin embargo, no se trataba de una relación rígida de amo-sirviente, sino que estaban bajo el mando de Katsuie cuando participaban en operaciones importantes.
Participó con su padre en el ataque del ejército de Oda en la Batalla de Anegawa, liderando a 1.000 de los 5.000 soldados bajo el mando de Shibata Katsuie como vanguardia.
Cuando Shibata Katsuie se hizo cargo de la campaña de Hokuriku en 1575, el clan Gamō y otros Ōmi-shū se separaron de Katsuie y el clan Gamō sirvió como hatamoto bajo el mando directo de Nobunaga, con base en el castillo de Hino. Nobunaga trasladó su sede a Azuchi en 1576, pero al igual que otros antiguos Ōmi-shu, el clan Gamō no se trasladó al castillo de Azuchi, sino que permaneció en su propio territorio en el castillo de Hino. Ujisato se trasladó de un lugar a otro para luchar mientras aprendía sobre el gobierno con su padre, y actuó cada vez más independientemente de su padre a partir de 1581 aproximadamente.
En 1582, Nobunaga murió en el Incidente de Honnō-ji. En ese momento, Ujisato se apresuró a ir al castillo de Azuchi y, en cooperación con su padre Katahide, que se encontraba en el castillo, evacuó a las esposas e hijos de Nobunaga al castillo de Hino, la residencia de la familia Gamō, y se preparó para un ataque de las fuerzas de Akechi.
Akechi Mitsuhide envió un emisario para ganar a Ujisato para su lado, pero este lo rechazó. Aparentemente, Mitsuhide planeó que un destacamento atacara Ōmi, pero fue derrotado por Hideyoshi en la batalla de Yamazaki y el clan Gamo nunca fue atacado.

### Servicio bajo Hideyoshi

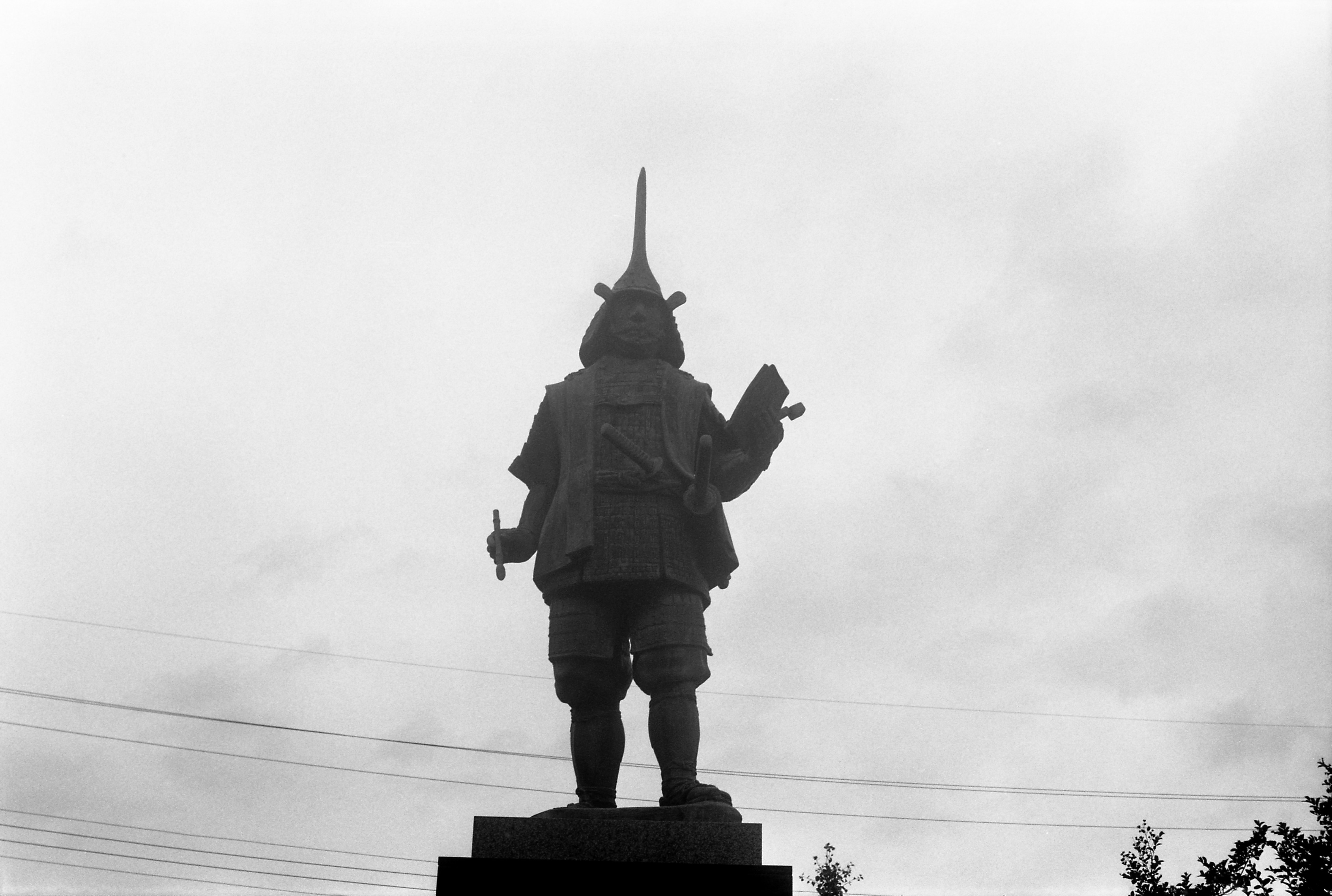
Estatua de Gamō Ujisato

Después de la muerte de Nobunaga, Ujisato heredó la propiedad familiar de su padre y se convirtió en el jefe de la familia Gamō. Sirvió a Hashiba (Toyotomi) Hideyoshi, quien ascendió al centro del clan Oda después de la Conferencia Kiyosu de 1582.
Como resultado de sus hazañas en la Batalla de Shizugatake en 1583 y Batalla de Komaki y Nagakute] en 1584, fue trasladado al Castillo de Matsugashima en la Provincia de Ise en 1584 con 120.000 koku. Luego construyó un nuevo castillo, el Castillo Matsusaka, en Yoiho no Mori en 1588.
Ujisato se había destacado anteriormente por su valentía en el campo de batalla, pero a partir de entonces también demostró su talento para gestionar sus dominios como señor feudal.
En 1585 se convirtió al cristianismo y fue bautizado por recomendación de Takayama Ukon.

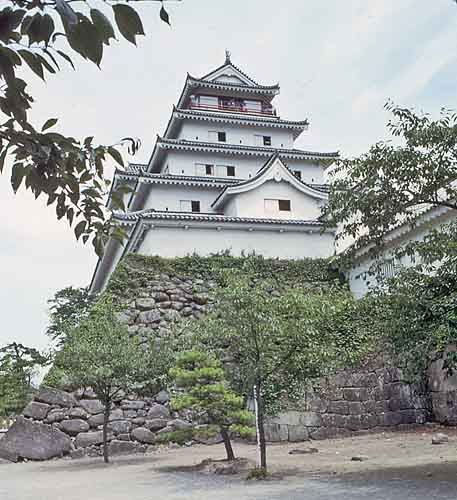
Castillo Aizu Wakamatsu, base de Ujisato.

En 1590, Hideyoshi unificó el país tras la destrucción del clan Hōjō en el Asedio de Odawara (1590) y la nueva distribución territorial por parte de Ōshū Shioki. Tokugawa Ieyasu fue transferido a la región de Kantō, que había sido gobernada por el clan Hōjō, y Ujisato fue transferido a Aizu, provincia de Mutsu Ōshū. Aunque los señores feudales de la Tōhoku mostraron cierta sumisión al régimen de Toyotomi, Hideyoshi le dio Aizu a Ujisato como freno para consolidar el control sobre Ōshū, que aún era inestable.
Aizu estaba rodeado de fuerzas importantes como Date Masamune y Mogami Yoshiaki, que no debían subestimarse, y Ōshū también era un lugar importante para monitorear a Uesugi Kagekatsu en Echigo y para controlar a Tokugawa Ieyasu en Kanto. Por lo tanto, Hideyoshi, quien valoraba mucho las habilidades de Ujisato, nombró a Ujisato comandante en jefe de las fuerzas del régimen de Toyotomi para ocupar Ōshū.
Por lo tanto, recibió 420.000 koku para proporcionarle tropas suficientes, que luego se aumentaron a 730.000 koku y finalmente se le dio una gran propiedad de 920.000 koku.>

### Muerte y acontecimientos posteriores

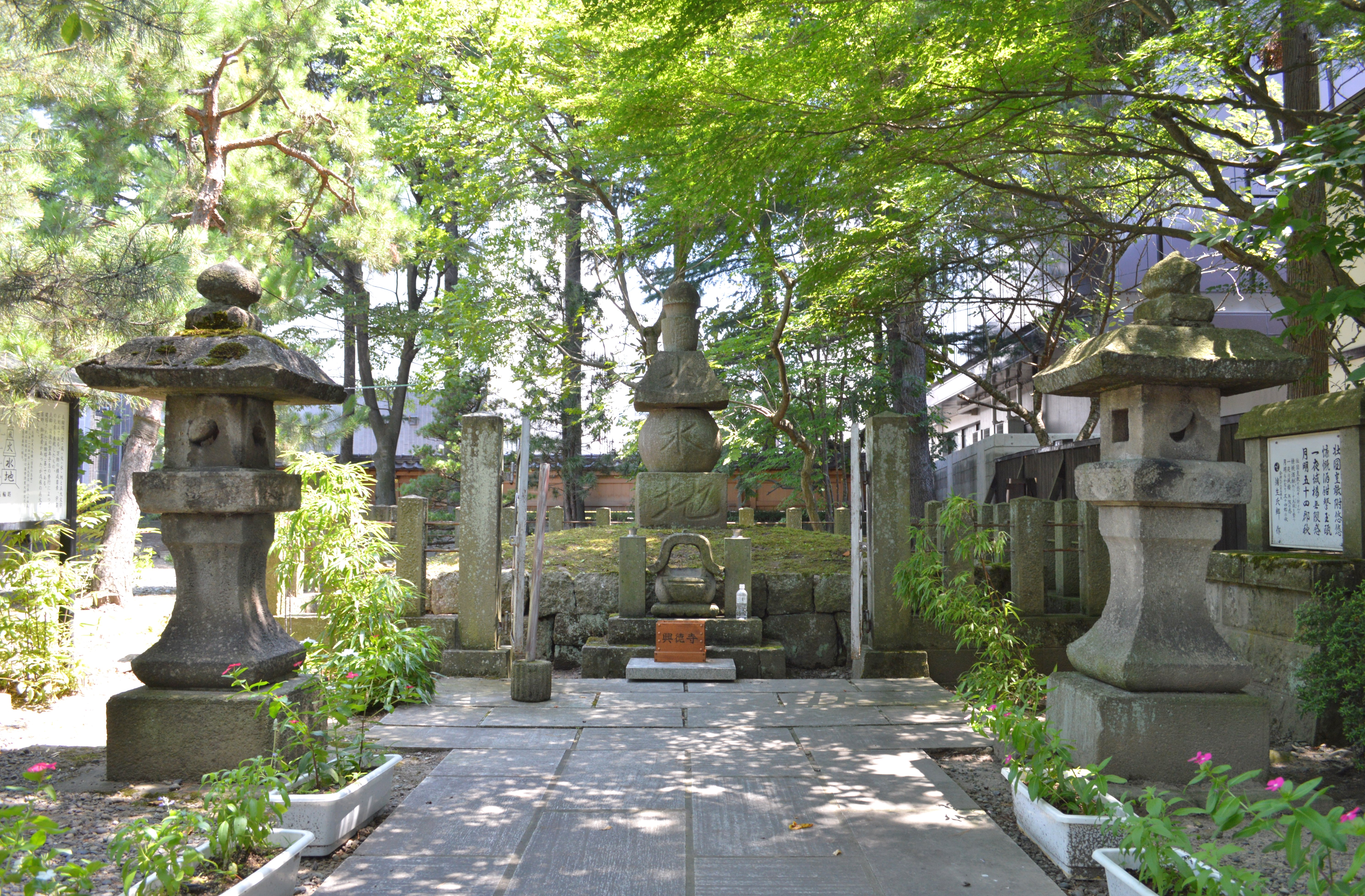
Tumba de Gamo Ujisato en el Templo Kotokuji

Ujisato enfermó en Nagoya, en la provincia de Hizen, donde estaba destinado para la campaña de Corea, y regresó a Aizu en noviembre de 1593. La enfermedad empeoró y no mejoró. Ujisato fue a Kioto en 1594 y recibió tratamiento médico de médicos de renombre. Sin embargo, su condición no mejoró y falleció a la edad de 40 años en su residencia en Fushimi, Kioto, en 1595.>
Después de la muerte de Ujisato, su hijo Gamō Hideyuki heredó las riendas de la familia, pero el clan Gamō se redujo a 120.000 koku y se trasladó a Utsunomiya, Provincia de Shimotsuke, debido a O-Ie Sōdō.
Uesugi Kagesatsu fue transferido a Aizu, pero fue derrotado en la Batalla de Sekigahara contra Tokugawa Ieyasu y fue transferido a Yonezawa. Hideyuki se unió al lado de Ieyasu y recibió 600.000 koku por su servicio militar y fue transferido nuevamente a Aizu, pero murió prematuramente.

## Personalidad
Ujisato fue el señor de la guerra más prometedor de Oda Nobunaga, y fue entregado como rehén al clan Oda a una edad temprana, pero sus talentos fueron muy valorados y favorecidos por Nobunaga. Nobunaga no solo se convirtió en el eboshi-oya de Ujisato, sino que también lo hizo casarse con su hija, Fuyuhime.>
Después de la muerte de Nobunaga, siguió a Toyotomi Hideyoshi y fue inicialmente un señor de 30.000 koku en Ōmi Hino, pero ascendió de rango bajo Hideyoshi a 120.000 koku en Ise-Matsusaka y luego a 420.000 koku en Aizu-Wakamatsu, llegando finalmente a convertirse en un señor feudal con 920.000 koku. En ese momento, era el tercer kokudaka después de Tokugawa Ieyasu y Mōri Terumoto, y se espera que se hubiera convertido en uno de los miembros del Consejo de los Cinco Ancianos si no hubiera muerto prematuramente. Sin embargo, también se dice que Hideyoshi lo trató bien en kokudaka pero, al igual que a Kuroda Kanbei, a quien envió a Kyushu, lo transfirió a Aizu, lejos del Kinai, temiendo su talento como comandante militar y su posición como nuera de Oda Nobunaga.>>>
Tenía una habilidad diversa, bien conocido no solo como un comandante militar de gran liderazgo y valor, sino también como un hombre de cultura con un profundo conocimiento de la ceremonia del té y el Noh. En la ceremonia del té, se le considera el primero de Los Siete Discípulos de Rikyū, y también se dice que sentó las bases para la prosperidad de la ceremonia del té. Después de que Sen no Rikyū fuera obligado a cometer seppuku por Hideyoshi, acogió al hijastro de su segunda esposa, Sen Shōan, y fue fundamental en su indulto.  Más tarde, por intercesión de Ujisato e Ieyasu, Shōan fue indultado y regresó a la vanguardia de la ceremonia del té en Kioto, donde su nieto fundó los Sansenke (las tres familias Sen). También está documentado que en 1593 apareció en una representación de Noh en el Palacio Imperial organizada por Hideyoshi y fue bien recibido.
Ujisato también destacó en política industrial y demostró sus habilidades en la revitalización de ciudades. Siguiendo los pasos de Nobunaga, inició el Rakuichi Rakuza en Hino y trabajó para revitalizar la ciudad. En Matsusaka y Aizu-Wakamatsu, también desarrolló de manera similar las ciudades con castillo, estimulándolas mediante la promoción del comercio y el fomento de la industria local. Cuando se mudó a Ise, construyó el castillo de Matsusaka y creó una espléndida ciudad con castillo, y emitió el Rakuichi Rakuza, invitando a los comerciantes de Hino de su ciudad natal para fomentar el comercio y la industria. También cambió el flujo de Ise Kaidō para atraer adoradores al Santuario de Ise, y se dice que sentó las bases para el desarrollo de Matsusaka como ciudad comercial. Ujisato también se dedicó al desarrollo de su propio territorio en Aizu. Cuando comenzó a construir un castillo y una ciudad castillo, cambió el nombre de la ciudad de Aizu Kurokawa a Aizu Wakamatsu, en honor al bosque de Wakamatsu en su ciudad natal de Hino. La residencia del señor provincial se llamaba Castillo Kurokawa, pero también se cambió a Castillo Tsuruga, llamado así por la grulla (Tsuru) en el escudo familiar del clan Gamō, y se reconstruyó en un magnífico castillo con una torre del homenaje de siete pisos. Ujisato trajo trabajadores de laca de Hino para facilitar la transferencia de técnicas para Hino-wan, vajilla lacada, que era una especialidad allí, y sentó las bases para la producción de la artesanía ahora conocida como laca de Aizu.
En la batalla, él, al igual que Nobunaga, prefería tomar el campo de batalla él mismo, y una vez recibió tres balas en su característico casco con cola de bagre.
Era un entusiasta del sumo y una vez compitió en un torneo de sumo presidido por él a instancias de Nobunaga.

## Anécdotas
Muchas de las anécdotas que le quedan se refieren a sus subordinados. Ujisato celebraba una reunión una vez al mes con todos sus vasallos y les permitía hablar libremente sin importar su edad o posición. Se dice que en una época en la que todavía no tenía un valor kokudaka suficiente para ofrecer recompensas suficientes, invitó a sus vasallos ganadores de la guerra a su casa y los trató como invitados de honor, con cenas que él mismo había preparado y sake. Luego, mientras los vasallos se bañaban, se acercaron a ellos y miraron afuera, donde vieron a Ujisato, cubierto de hollín y agua hirviendo con leña. Se dice que los vasallos se conmovieron tanto que lucharon por lealtad. Cuando Ujisato contrataba sirvientes, siempre les decía: "Nuestros hatamoto siempre tienen un guerrero que lleva un casco plateado con cola de bagre en el frente, así que hagan todo lo posible para no perder contra él". Cuando los recién llegados iban al campo de batalla, era el propio Ujisato quien llevaba el casco con cola de bagre. Ujisato confió repentinamente una de sus tropas a un vasallo que fue ridiculizado como un cobarde, a pesar de las objeciones de sus otros vasallos, y contrariamente a la mayoría de las expectativas, dejó una marca importante. Creía que cualquier persona podría ser útil si le daba responsabilidad. Se dice que Ujisato una vez advirtió a su subordinado que había dejado su puesto, pero cuando lo vio regresar, se había ido de nuevo, por lo que inmediatamente lo mató. También hay una teoría sobre este subordinado que dice que se le confió el importante casco con cola de bagre, pero lo descuidó, por lo que fue asesinado. Cuando Ujisato fue transferido a Aizu, hizo que Hideyoshi aprobara su decisión de acoger a ronin problemáticos pero hábiles, como aquellos a los que se les habían enviado circulares para evitar ser acogidos por otros daimyo debido a la ira de su señor. Estos inadaptados reconocieron a Ujisato como su señor y desempeñaron un papel activo, pero después de su muerte, abandonaron el clan Gamō uno tras otro. Existe la teoría de que fue asesinado con veneno por Hideyoshi o Ishida Mitsunari debido a que murió a la temprana edad de 40 años y hay rumores de que Hideyoshi había sido cauteloso con él.Sin embargo, esta historia es menos creíble porque apareció en documentos históricos muy adaptados escritos en épocas posteriores y porque Hideyoshi hizo que varios médicos muy respetados lo examinaran. A partir de los registros de tratamiento de la época, ahora se supone que uno de los cánceres internos habría sido la causa de su muerte.
Existe una anécdota de que Ujisato contrató a un Romano llamado Rorutesu, nombre japonés: Yamashina Katsunari (山科勝成?), para fabricar Matchlock pistola (pistola de mecha), lo envió a Roma con 12 de los vasallos de Gamō y le permitió continuar comerciando con Roma después de su regreso. La historia está escrita en Goyūhitsu Nikki Shōryaku (1642) por Ōno Yagozaemon, un vasallo del clan Gamō, pero se concluye que es una creación de un período posterior, ya que Katsunari no aparece en ningún otro documento histórico. le resultó imposible viajar hacia y desde Roma muchas veces con la tecnología de navegación de la época y el idioma utilizado fue nuevo en épocas posteriores.

## Familia
- Padre: Gamō Katahide
- Madre: Okiri no Kata
- Esposa: Fuyuhime (1561-1641)
- Niños:
  - Takehime se casó con Nanbu Toshinao por Fuyuhime.
  - Sekihime se casó con Maeda Toshimasa por Fuyuhime.
  - Gamō Ujitoshi de Fuyuhime
  - Gamō Hideyuki por Fuyuhime

## Reliquias representativas

### Cascos
- Namazu-o no Kabuto (鯰尾兜 tdl. ‘Casco con cola de bagre’?) o Kurourushi-nuri Enbi-nari Kabuto (黒漆塗燕尾形兜 tdl. ‘Casco con cola de golondrina lacado en negro’?) (propiedad del Museo de la Prefectura de Iwate).
  - Se dice que cuando la hija de Ujisato, Otake-no-Kata, se casó con Nanbu Toshinao, le trajo como regalo un casco que llevaba Ujisato. Se dice que en la batalla, Ujisato llevaba un Gin Namazu-o no Kabuto (銀鯰尾兜 tdl. ‘Casco plateado con cola de bagre’?). Sin embargo, el casco restante es de cola de golondrina, a pesar de que se le llama casco de cola de bagre. Esto se debe a que el casco está registrado como un casco de cola de bagre en el libro de contabilidad de la familia Nanbu, que ha transmitido el casco. El casco de cola de bagre que llevaba Ujisato no ha sobrevivido, y no está claro si la forma del casco que realmente llevaba Ujisato era de cola de bagre o de cola de golondrina.

### Espadas
- Espada Aizu Shintōgo
  - Espada fabricada por Shintōgo Kunimitsu, propiedad de Gamō Ujisato. El nombre, "Aizu", hace referencia al área de Aizu que él controlaba